# کیم ده-میونگ
کیم ده-میونگ (انگلیسی: Kim Dae-myung؛ زادهٔ ۱۶ دسامبر ۱۹۸۰) بازیگرسینما و تلویزیون اهل کره جنوبی است. وی از سال ۲۰۰۶ میلادی تاکنون مشغول فعالیت بوده‌است.
از فیلم‌ها یا برنامه‌های تلویزیونی که وی در آن نقش داشته‌است می‌توان به آخرین شاهزاده و پلی لیست بیمارستان اشاره کرد.